# نفل فافيلوفي
النفل الفافيلوفي (باللاتينية: Trifolium vavilovii) نوع نباتي من جنس النفل من الفصيلة البقولية.

## الموئل والانتشار
موطنه الأصلي بلاد الشام وتركيا.